# Domaljevac-Šamac
Domaljevac-Šamac es una municipalidad de Bosnia y Herzegovina. Se encuentra en el cantón de Posavina, dentro del territorio de la Federación de Bosnia y Herzegovina. La capital de la municipalidad de Domaljevac-Šamac es Bosanski Šamac.

## Localidades
La municipalidad de Domaljevac-Šamac se encuentra subdividida en las siguientes localidades:
- Bazik.
- Bosanski Šamac (en parte, capital).
- Brvnik (en parte).
- Domaljevac.
- Grebnice (en parte).
- Tišina (en parte).

## Demografía
En el año 2009 la población de la municipalidad de Domaljevac-Šamac era de 4 297 habitantes. La superficie del municipio es de 44,4 kilómetros cuadrados, con lo que la densidad de población era de 97 habitantes por kilómetro cuadrado.